# Reigen (Boesmans)
Reigen ist eine Oper in 10 Dialogen (Originalbezeichnung: „opéra en dix dialogues“) von Philippe Boesmans (Musik) mit einem Libretto von Luc Bondy nach Arthur Schnitzlers gleichnamigem Drama. Die Uraufführung erfolgte 1993 im Théâtre de la Monnaie Brüssel. 2004 orchestrierte Fabrizio Cassol die Oper für ein Kammerensemble mit zwanzig Spielern neu.

## Handlung
Die Oper besteht aus einer Reihe von zehn kurzen Treffen von zehn Personen, die zur sexuellen Vereinigung führen. Die Partner werden dabei wie bei einem Reigen jeweils weitergereicht. Zuerst trifft sich die Dirne mit dem Soldaten, dann dieser mit dem Stubenmädchen, das Stubenmädchen mit dem jungen Herrn usw., bis der Graf zuletzt wieder auf die Dirne trifft.
Szene 1. Die Dirne und der Soldat
Am Donauufer spricht die Dirne Leocadia den Soldaten Franz an. Da er kein Geld dabei hat, bedient sie ihn kostenlos. „Danach“ beschimpft sie ihn, da er ihr nicht einmal Geld für den Hausmeister geben will. Franz geht lachend davon.
Szene 2. Der Soldat und das Stubenmädchen
Franz hat beim Tanzen im Prater das Stubenmädchen Mizzi kennengelernt. Er führt sie in eine dunkle Gasse. Dort können sie ein anderes Paar hören. „Danach“ weigert sich Franz, Mizzi nach Hause zu bringen, weil er wieder tanzen möchte.
Szene 3. Das Stubenmädchen und der junge Herr
In der Küche der Familie des jungen Herrn schreibt das Stubenmädchen Mizzi einen Brief an ihren Geliebten Franz. Sie träumt davon, mit ihm in einem eigenen Schloss zu leben. Der junge Herr Alfred liest Stendhals Aufzeichnungen Von der Liebe. Das Summen einer Mücke belästigt ihn. Gelangweilt ruft er Mizzi zu sich und verführt sie. „Danach“ läutet es an der Tür, und Alfred verabschiedet sich, um ins Kaffeehaus zu gehen.
Szene 4. Der junge Herr und die junge Frau
Der junge Herr trifft sich in einem Hotel mit der jungen Frau Emma, die er ein paar Tage zuvor bei einem Direktorenbankett ihres Mannes kennengelernt hatte. Aus Angst, gesehen zu werden, erscheint sie tief verschleiert und erklärt, nur fünf Minuten bleiben zu wollen. Alfred ist unsicher und versagt beim ersten Mal. Um abzulenken, erzählt er ihr vom Buch Stendhals und kann sie mit etwas Mühe zum Bleiben bewegen. Sein zweiter Versuch gelingt. „Danach“ hat Emma es eilig, fortzukommen.
Szene 5. Die junge Frau und der Ehemann
Emma liest zuhause im Ehebett Stendhal. Ihr Gatte Gottfried kommt hinzu, und sie unterhalten sich über Liebe und Moral. Er versichert, dass er trotz all seiner früheren Liebschaften nur sie geliebt habe. „Danach“ erinnern sich beide an ihre fünf Jahre zurückliegende Hochzeitsreise nach Venedig. Als sie sich eine gute Nacht wünschen, spricht Emma ihren Mann versehentlich mit dem Namen Alfred an.
Szene 6. Der Ehemann und das süße Mädel
Gottfried trifft sich mit dem süßen Mädel in einem „Chambre separée“. Es ist ihre erste Verabredung. Sie erzählt ihm von ihrer Familie und ihrem früheren Geliebten, der ebenfalls Gottfried hieß und sie verlassen hatte. Sie betrinkt sich. „Danach“ hat Gottfried ein schlechtes Gewissen und behauptet, in einer anderen Stadt zu leben.
Szene 7. Das süße Mädel und der Dichter
Diesmal trifft das süße Mädel im Chambre separée auf den Dichter Robert, der ihr von seiner Arbeit erzählt. Sie stellt sich ahnungslos, verweigert sich seinen Zärtlichkeiten aber nicht. „Danach“ nennt Robert ihr begeistert seinen angeblichen Künstlernamen „Biebitz“, mit dem sie aber nichts anfangen kann. Er lädt sie ins Theater zu einem seiner Stücke ein und glaubt, sie habe sich in ihn verliebt. Er will für einige Wochen allein mit ihr in der Einsamkeit der Natur leben. Sie versteht ihn jedoch nicht.
Szene 8. Der Dichter und die Sängerin
Robert ist mit der von ihm verehrten Sängerin in ein Gasthaus auf dem Land gereist. Sie gibt vor, zu beten, behauptet dann aber, dass sie zu ihm gebetet habe. Beide geben vor, eigentlich kein Interesse aneinander zu haben. Sie schwärmt von ihrem Verflossenen. Dann ruft sie ihn zu sich ins Bett. Auch „danach“ bleibt ihr Verhalten widersprüchlich. Sie betont, sie habe bisher nur einen, den „männerliebenden Komponisten“ Fritz, geliebt, während Robert nur eine Laune, eine „Grille“, sei. Dann behauptet sie aber, aus Liebe für ihn zu sterben.
Szene 9. Die Sängerin und der Graf
Die gerade erst aufgestandene Sängerin telefoniert während ihrer Gesangsübungen mit ihrer „Grille“ Robert, der sich nun mit Laura auf Reisen befindet. Ihr Liebhaber, der Graf, besucht sie. Er erzählt ihr von seinen Problemen und Sehnsüchten in der Liebe, an deren Erfüllung er nicht glaubt. Die Sängerin fordert ihn auf, wenigstens den Mantel auszuziehen und sie zu küssen. Er gibt sich ihr hin. „Danach“ verliert er das Interesse an ihr und redet sich vor einer weiteren Verabredung heraus.
Szene 10. Der Graf und die Dirne
Der Graf findet sich verwirrt im Zimmer der Dirne Leocadia wieder. Er hatte sich betrunken und kann sich kaum an die letzte Nacht erinnern. Sie erzählt ihm, dass sie ihm in der Nacht besser gefallen habe, er aber „danach“ eingeschlafen sei. Sie bittet ihn, beim Hinausgehen Geld für die Putzfrau zu hinterlegen. Er wünscht ihr einen guten Morgen und geht.

## Gestaltung
Die Verzahnung der einzelnen Szenen geschieht auch musikalisch mit Hilfe von personenbezogenen Motiven. Die Dialoge sind durchweg nahe an der Sprache komponiert. Die eigentlichen Liebesakte sind jeweils durch im Dunkeln gespielte Orchester-Interludien dargestellt, in denen Boesmans unterschiedliche Techniken wie Ostinato-Figuren, ein „lautmalerisch liebkosendes Saxophon“ oder „lyrisches Gesäusel im Hintergrund“ nutzt.

### Instrumentation
Die Orchesterbesetzung der Oper enthält die folgenden Instrumente:
- Holzbläser: zwei Flöten, zwei Oboen, zwei Klarinetten (auch Sopransaxophon), zwei Fagotte
- Blechbläser: zwei Hörner, zwei Trompeten, zwei Posaunen
- Schlagzeug (fünf Spieler)
- Harfe
- Klavier (auch Celesta)
- Streicher

Die von Fabrizio Cassol erstellte Kammerfassung von 2004 benötigt insgesamt zwanzig Spieler:
- eine Flöte/Piccoloflöte, eine Oboe/Englischhorn, eine Klarinette/Es-Klarinette, ein Fagott/Kontrafagott
- zwei Hörner, eine Trompete, eine Posaune
- Harfe
- Klavier/Celesta
- Pauke, Schlagzeug
- drei Violinen, zwei Bratschen, zwei Violoncelli, ein Kontrabass

## Werkgeschichte
Die Oper entstand im Auftrag des Generaldirektors des Théâtre de la Monnaie Brüssel, Bernard Foccroulle. Es handelt sich um eine Literaturoper. Das Libretto von Luc Bondy basiert auf Arthur Schnitzlers Drama Reigen. Bondy und Boesmans behielten die zyklische Struktur von Schnitzlers Vorlage bei. Die Figur der Schauspielerin wurde allerdings durch eine Sängerin ersetzt und auf den wienerischen „Hauch von Prater und Kärntnerstraße“ verzichtet.
Bei der Brüsseler Uraufführung am 4. März 1993 sangen Deborah Raymond (Die Dirne), Mark Curtis (Der Soldat), Elzbieta Ardam (Das Stubenmädchen), Roberto Saccà (Der junge Herr), Solveig Kringelborn (Die junge Frau), Franz-Ferdinand Nentwig (Der Gatte), Randi Stene (Das süße Mädel), Ronald Hamilton (Der Dichter), Françoise Pollet (Die Sängerin), Dale Duesing (Der Graf). Die musikalische Leitung hatte Sylvain Cambreling. Regie führte der Librettist der Oper Luc Bondy.
Boesmans’ Reigen ist die erste belgische Oper des 20. Jahrhunderts, die auch in den Nachbarländern Eingang ins Repertoire fand. Aufführungen gab es 1994 im Théâtre du Châtelet Paris, 1995 in der Alten Oper Frankfurt, 1997 in der Oper Nantes und in der Halle des Museumsquartiers Wien, 1998 in Braunschweig (deutsche Erstaufführung), 1994 in Amsterdam und Utrecht, 2004 als Produktion der Opéra national du Rhin in Colmar, Mulhouse und Straßburg (Uraufführung der Kammerversion von Fabrizio Cassol) sowie in der Opéra de Lausanne, 2007 in einer Produktion des Opera Studio Nederland in mehreren holländischen Städten, 2009 in der Pariser Oper und in der New York City Opera, 2013 im Pariser Konservatorium, 2016 in der Oper Stuttgart und 2019 in Bern. Ein Mitschnitt der Stuttgarter Aufführung wurde als Internetstream im Rahmen der Opera Platform bereitgestellt.

## Aufnahmen
- 1994 (live aus Brüssel): Sylvain Cambreling (Dirigent), Orchester des Théâtre de la Monnaie. Deborah Raymond (Die Dirne), Mark Curtis (Der Soldat), Elzbieta Ardam (Das Stubenmädchen), Roberto Saccà (Der junge Herr), Solveig Kringelborn (Die junge Frau), Franz-Ferdinand Nentwig (Der Gatte), Randi Stene (Das süße Mädel), Ronald Hamilton (Der Dichter), Françoise Pollet (Die Sängerin), Dale Duesing (Der Graf). Ricercar 133122/123[11]:1912
- unbekannt (Video, live aus Brüssel): Patrick Davin (Dirigent), Luc Bondy (Inszenierung), Orchester des Théâtre de la Monnaie. Deborah Raymond (Die Dirne), Herbert Lippert (Der Soldat), Elzbieta Ardam (Das Stubenmädchen), Roberto Saccà (Der junge Herr), Solveig Kringelborn (Die junge Frau), Franz-Ferdinand Nentwig (Der Gatte), Rannveig Braga (Das süße Mädel), Ronald Hamilton (Der Dichter), Sonia Theodoridou (Die Sängerin), Dale Duesing (Der Graf).[11]:1911
- 2016 (Video, live aus dem Staatstheater Stuttgart): Sylvain Cambreling (Dirigent), Nicola Hümpel (Inszenierung), Oliver Proske (Bühnenbild, Ausstattung), Teresa Vergho (Kostüme). Lauryna Bendziunaite (Die Dirne), Daniel Kluge (Der Soldat), Stine Marie Fischer (Das Stubenmädchen), Sebastian Kohlhepp (Der junge Herr), Rebecca von Lipinski (Die junge Frau), Shigeo Ishino (Der Gatte), Kora Pavelić (Das süße Mädel), Matthias Klink (Der Dichter), Melanie Diener (Die Sängerin), André Morsch (Der Graf). The Opera Platform.[10]